# سلطان أباد (كلخوران)
سلطان أباد (بالفارسية: سلطان‌آباد) هي منطقة سكنية تقع في إيران في قسم کلخوران الريفي. يقدر عدد سكانها بـ 1,752 نسمة .